# Asplenium flabellifolium
Asplenium flabellifolium är en svartbräkenväxtart som beskrevs av Antonio José Cavanilles. Asplenium flabellifolium ingår i släktet Asplenium och familjen Aspleniaceae. Inga underarter finns listade.

## Bildgalleri

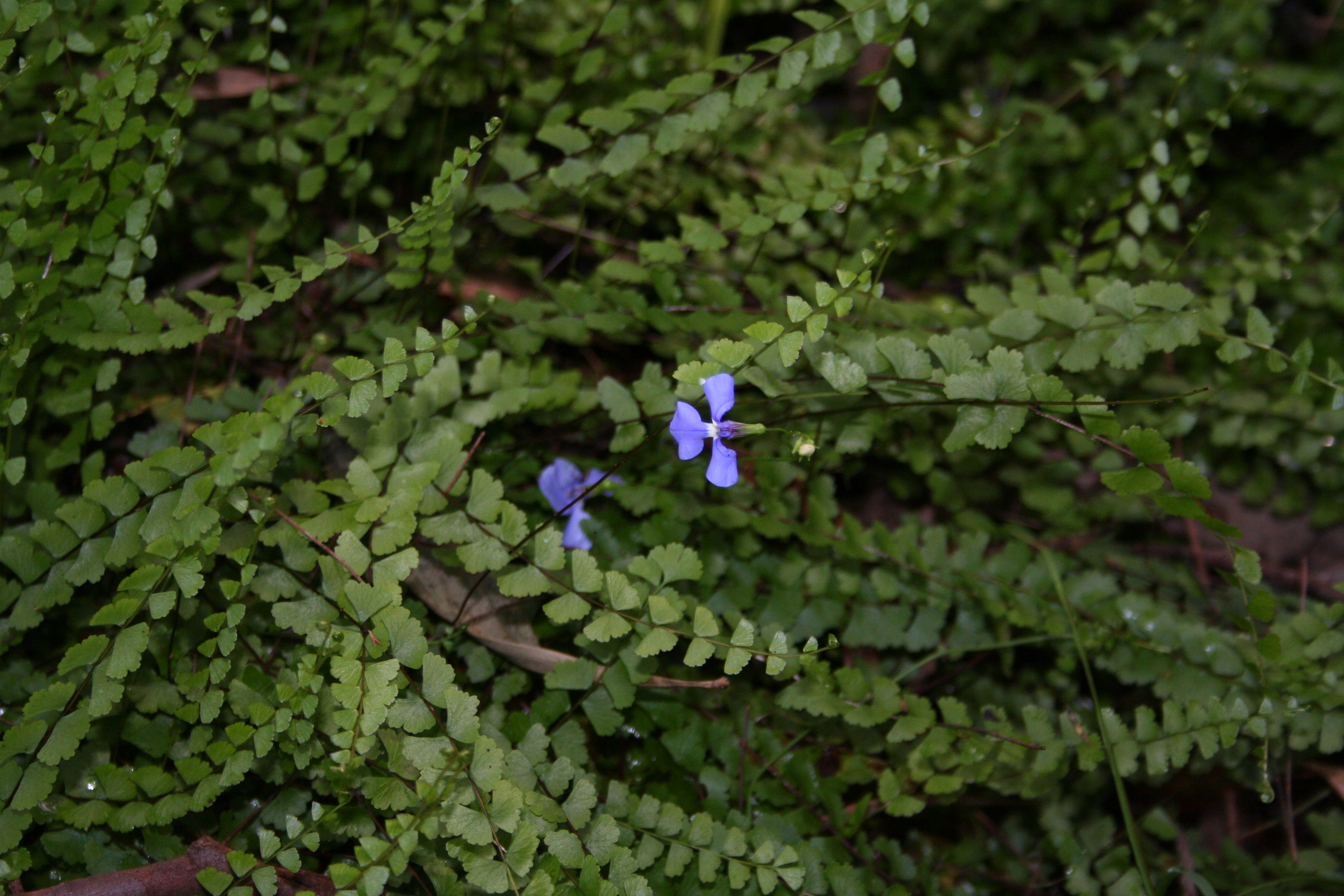